# Gran Premio d'Australia 2000
Il Gran Premio d'Australia 2000 è stato un Gran Premio di Formula 1 disputato il 12 marzo 2000 sul Circuito Albert Park a Melbourne, in Australia. La gara, la prima del Campionato mondiale di Formula 1 2000, fu vinta da Michael Schumacher alla guida della Ferrari, davanti al compagno di squadra Rubens Barrichello e al fratello Ralf Schumacher, su Williams - BMW.
La gara vide il debutto del futuro campione del mondo Jenson Button, di Nick Heidfeld e di Gastón Mazzacane, e la prima apparizione del team Jaguar Racing, dopo che la casa inglese aveva rilevato la Stewart Grand Prix.

## Vigilia

### Aspetti tecnici
Nelle verifiche tecniche svolte giovedì, l'argomento più dibattuto furono le protezioni ai lati della testa dei piloti, la cui forma era stata ridefinita nel nuovo regolamento tecnico. Nonostante durante i test invernali le soluzioni adottate da Ferrari e Jordan per ridurre l'impatto della nuova configurazione avessero destato polemiche, le verifiche non rilevarono irregolarità sulle monoposto delle due scuderie; risultò non regolare, invece, la Arrows, che fu quindi costretta ad alzare le protezioni laterali con materiale posticcio, in attesa di una sistemazione definitiva nel successivo Gran Premio del Brasile. Risultò irregolare anche la McLaren di Coulthard: il pilota scozzese aveva chiesto di limare leggermente le protezioni laterali per consentire un maggiore movimento laterale della testa.

## Prove libere

### Resoconto
Le prove libere della prima gara della stagione furono, come prevedibile, caratterizzate da diversi problemi tecnici. Ne fecero le spese, tra gli altri, il campione del mondo in carica Mika Häkkinen, fermato sabato mattina da un guasto al motore Mercedes, e il suo rivale più accreditato Michael Schumacher, la cui Ferrari ebbe un problema elettrico durante la prima sessione di prove libere. Il pilota tedesco fu anche protagonista, venerdì pomeriggio, di un violento incidente, dopo aver segnato il miglior tempo.
Johnny Herbert, alla guida della nuova Jaguar, ebbe un weekend particolarmente tormentato: venerdì mattina il pilota inglese fu costretto a fermarsi per un guasto al motore, nel pomeriggio accusò problemi al cambio, alla frizione e allo sterzo, e sabato mattina sulla sua monoposto cedette il motore.

### Risultati
I tempi migliori della prima sessione di prove libere di venerdì furono i seguenti:
| Pos | No | Pilota             | Costruttore        | Tempo    |
| --- | -- | ------------------ | ------------------ | -------- |
| 1   | 1  | Mika Häkkinen      | McLaren - Mercedes | 1'32"738 |
| 2   | 3  | Michael Schumacher | Ferrari            | 1'32"965 |
| 3   | 4  | Rubens Barrichello | Ferrari            | 1'33"060 |

I tempi migliori della seconda sessione di prove libere di venerdì furono i seguenti:
| Pos | No | Pilota             | Costruttore        | Tempo    |
| --- | -- | ------------------ | ------------------ | -------- |
| 1   | 3  | Michael Schumacher | Ferrari            | 1'32"130 |
| 2   | 2  | David Coulthard    | McLaren - Mercedes | 1'32"144 |
| 3   | 4  | Rubens Barrichello | Ferrari            | 1'32"482 |

I tempi migliori delle sessioni di prove libere di sabato mattina furono i seguenti:
| Pos | No | Pilota                | Costruttore          | Tempo    |
| --- | -- | --------------------- | -------------------- | -------- |
| 1   | 3  | Michael Schumacher    | Ferrari              | 1'30"439 |
| 2   | 2  | David Coulthard       | McLaren - Mercedes   | 1'30"958 |
| 3   | 5  | Heinz-Harald Frentzen | Jordan - Mugen-Honda | 1'31"020 |

## Qualifiche

### Resoconto
Nelle qualifiche la McLaren piazzò entrambi i propri piloti in prima fila. Häkkinen conquistò la sua ventiduesima pole position in carriera, infliggendo un distacco di quasi quattro decimi al compagno di squadra Coulthard, protagonista di un violento incidente che portò alla sospensione della sessione. Alle spalle delle monoposto anglo - tedesche si schierarono le due Ferrari di Michael Schumacher e Barrichello, con il pilota tedesco costretto a rinunciare al proprio tentativo migliore in seguito all'incidente di Coulthard. La terza fila fu occupata dalle due Jordan di Frentzen e Trulli, seguite da Eddie Irvine alla guida della nuova Jaguar e da Jacques Villeneuve sulla BAR ora motorizzata Honda.
Non brillò, almeno in qualifica, la Williams, dotata del nuovo motore BMW: Ralf Schumacher si piazzò undicesimo, l'esordiente Button, alla guida del muletto, addirittura penultimo. La Arrows compì invece un salto di qualità rispetto al 1999, abbandonando le ultime file dello schieramento con De la Rosa dodicesimo e Verstappen subito dietro. Proseguì, infine, il difficile fine settimana di Herbert, vittima di una seconda rottura del motore dopo quella avvenuta in mattinata.

### Risultati
| Pos | No | Pilota                | Costruttore          | Tempo    | Distacco |
| --- | -- | --------------------- | -------------------- | -------- | -------- |
| 1   | 1  | Mika Häkkinen         | McLaren - Mercedes   | 1'30"556 |          |
| 2   | 2  | David Coulthard       | McLaren - Mercedes   | 1'30"910 | +0"354   |
| 3   | 3  | Michael Schumacher    | Ferrari              | 1'31"075 | +0"519   |
| 4   | 4  | Rubens Barrichello    | Ferrari              | 1'31"102 | +0"546   |
| 5   | 5  | Heinz-Harald Frentzen | Jordan - Mugen-Honda | 1'31"359 | +0"803   |
| 6   | 6  | Jarno Trulli          | Jordan - Mugen-Honda | 1'31"504 | +0"948   |
| 7   | 7  | Eddie Irvine          | Jaguar - Cosworth    | 1'31"514 | +0"958   |
| 8   | 22 | Jacques Villeneuve    | BAR - Honda          | 1'31"968 | +1"412   |
| 9   | 11 | Giancarlo Fisichella  | Benetton - Playlife  | 1'31"992 | +1"436   |
| 10  | 17 | Mika Salo             | Sauber - Petronas    | 1'32"018 | +1"462   |
| 11  | 9  | Ralf Schumacher       | Williams - BMW       | 1'32"220 | +1"664   |
| 12  | 18 | Pedro de la Rosa      | Arrows - Supertec    | 1'32"323 | +1"767   |
| 13  | 19 | Jos Verstappen        | Arrows - Supertec    | 1'32"477 | +1"921   |
| 14  | 12 | Alexander Wurz        | Benetton - Playlife  | 1'32"775 | +2"219   |
| 15  | 15 | Nick Heidfeld         | Prost - Peugeot      | 1'33"024 | +2"468   |
| 16  | 23 | Ricardo Zonta         | BAR - Honda          | 1'33"117 | +2"561   |
| 17  | 14 | Jean Alesi            | Prost - Peugeot      | 1'33"197 | +2"641   |
| 18  | 20 | Marc Gené             | Minardi - Fondmetal  | 1'33"261 | +2"705   |
| 19  | 16 | Pedro Diniz           | Sauber - Petronas    | 1'33"378 | +2"822   |
| 20  | 8  | Johnny Herbert        | Jaguar - Cosworth    | 1'33"638 | +3"082   |
| 21  | 10 | Jenson Button         | Williams - BMW       | 1'33"828 | +3"272   |
| 22  | 21 | Gastón Mazzacane      | Minardi - Fondmetal  | 1'34"705 | +4"148   |

## Warm up

### Risultati
I tempi migliori fatti segnare nel warm up di domenica mattina furono i seguenti:
| Pos | No | Pilota             | Costruttore        | Tempo    |
| --- | -- | ------------------ | ------------------ | -------- |
| 1   | 3  | Michael Schumacher | Ferrari            | 1'31"225 |
| 2   | 10 | Jenson Button      | Williams - BMW     | 1'32"798 |
| 3   | 1  | Mika Häkkinen      | McLaren - Mercedes | 1'32"918 |

## Gara

### Resoconto
Alla partenza le due McLaren mantennero il comando della corsa, con Häkkinen davanti a Coulthard. Dietro di loro Barrichello fu superato da Frentzen; il pilota della Jordan attaccò anche Michael Schumacher, senza però riuscire a superarlo. Trulli conservò la sesta posizione, mentre Irvine ne perse due, scivolando al nono posto. Al sesto giro entrambe le Arrows subirono la rottura di un braccetto dello sterzo: de la Rosa andò a sbattere contro le barriere e, per evitarlo, Irvine finì in testacoda e fu costretto ritirarsi.
Entrò in pista la safety car: alla ripartenza, all'inizio del decimo passaggio, Coulthard rallentò improvvisamente per un problema idraulico; il pilota scozzese fu in grado di raggiungere i box, dove furono effettuate delle riparazioni, ma nel giro di rientro in pista il motore cedette definitivamente. Häkkinen rimase in testa, ma Schumacher sembrò riuscire a tenere il ritmo del finlandese, ottenendo per due volte il giro più veloce; il loro duello a distanza fu però interrotto al diciottesimo giro, quando sulla monoposto di Häkkinen si ruppe il motore. Da questo momento Schumacher poté quindi permettersi di amministrare la corsa.
Alle sue spalle, invece, il suo compagno di squadra Barrichello era bloccato dietro a Frentzen, apparentemente senza la possibilità di superarlo; alla Ferrari si decise di modificare la strategia del brasiliano, anticipando il primo pit stop ed aggiungendone un secondo a fine gara. Lo stratagemma funzionò, anche grazie a problemi al cambio che rallentarono il pilota della Jordan, costringendolo al ritiro poco dopo la sua sosta, al 39º giro; poco prima anche Trulli si era ritirato a causa di un problema al motore. Barrichello si ritrovò così secondo ed avendo meno carburante a bordo rispetto al compagno di squadra lo raggiunse, arrivando a superarlo al 45º giro; tuttavia il brasiliano dovette fermarsi di nuovo appena una tornata più tardi.
Schumacher vinse davanti a Barrichello, autore del giro più veloce per la prima volta in carriera, mentre alle loro spalle giunse Ralf Schumacher, autore di una gara regolare. Villeneuve, quarto, conquistò i primi punti nella storia della BAR dopo il disastroso 1999, mentre Fisichella e Salo chiusero rispettivamente al quinto ed al sesto posto, dopo aver superato negli ultimi giri Zonta. Tuttavia a fine gara il pilota finlandese della Sauber fu squalificato a causa di un'irregolarità tecnica dell'alettone anteriore, troppo vicino alle ruote; Zonta conquistò quindi il primo punto in carriera. Fuori dalla zona punti conclusero Wurz, Gené e Heidfeld.

### Risultati
| Pos | No | Pilota                | Costruttore        | Giri | Tempo/Ritiro e posizione al ritiro | Griglia | Punti |
| --- | -- | --------------------- | ------------------ | ---- | ---------------------------------- | ------- | ----- |
| 1   | 3  | Michael Schumacher    | Ferrari            | 58   | 1h34'01"987                        | 3       | 10    |
| 2   | 4  | Rubens Barrichello    | Ferrari            | 58   | +11"415                            | 4       | 6     |
| 3   | 9  | Ralf Schumacher       | Williams-BMW       | 58   | +20"009                            | 11      | 4     |
| 4   | 22 | Jacques Villeneuve    | BAR-Honda          | 58   | +44"447                            | 8       | 3     |
| 5   | 11 | Giancarlo Fisichella  | Benetton-Playlife  | 58   | +45"165                            | 9       | 2     |
| 6   | 23 | Ricardo Zonta         | BAR-Honda          | 58   | +46"468                            | 16      | 1     |
| 7   | 12 | Alexander Wurz        | Benetton-Playlife  | 58   | +46"915                            | 14      |       |
| 8   | 20 | Marc Gené             | Minardi-Fondmetal  | 57   | +1 giro                            | 18      |       |
| 9   | 15 | Nick Heidfeld         | Prost-Peugeot      | 56   | +2 giri                            | 15      |       |
| Rit | 10 | Jenson Button         | Williams-BMW       | 46   | Motore                             | 21      |       |
| Rit | 16 | Pedro Diniz           | Sauber-Petronas    | 41   | Cambio                             | 19      |       |
| Rit | 21 | Gastón Mazzacane      | Minardi-Fondmetal  | 40   | Cambio                             | 22      |       |
| Rit | 5  | Heinz-Harald Frentzen | Jordan-Mugen-Honda | 39   | Impianto idraulico                 | 5       |       |
| Rit | 6  | Jarno Trulli          | Jordan-Mugen-Honda | 25   | Scarico                            | 6       |       |
| Rit | 14 | Jean Alesi            | Prost-Peugeot      | 27   | Elettronica                        | 17      |       |
| Rit | 1  | Mika Häkkinen         | McLaren-Mercedes   | 18   | Distribuzione pneumatica           | 1       |       |
| Rit | 19 | Jos Verstappen        | Arrows-Supertec    | 16   | Sospensione                        | 13      |       |
| Rit | 2  | David Coulthard       | McLaren-Mercedes   | 11   | Distribuzione pneumatica           | 2       |       |
| Rit | 18 | Pedro de la Rosa      | Arrows-Supertec    | 6    | Incidente                          | 12      |       |
| Rit | 7  | Eddie Irvine          | Jaguar-Cosworth    | 6    | Incidente                          | 7       |       |
| Rit | 8  | Johnny Herbert        | Jaguar-Cosworth    | 1    | Frizione                           | 20      |       |
| SQ  | 17 | Mika Salo             | Sauber-Petronas    | 58   | Squalificato                       | 10      |       |

## Classifiche Mondiali

### Piloti
| Pos | Pilota               | Punti |
| --- | -------------------- | ----- |
| 1   | Michael Schumacher   | 10    |
| 2   | Rubens Barrichello   | 6     |
| 3   | Ralf Schumacher      | 4     |
| 4   | Jacques Villeneuve   | 3     |
| 5   | Giancarlo Fisichella | 2     |
| 6   | Ricardo Zonta        | 1     |

### Costruttori
| Pos | Team              | Punti |
| --- | ----------------- | ----- |
| 1   | Ferrari           | 16    |
| 2   | Williams-BMW      | 4     |
| 3   | BAR-Honda         | 4     |
| 4   | Benetton-Playlife | 2     |